# Misogyni
Misogyni er en betegnelsen for had eller meget stærke fordomme over for kvinder. Ordet stammer fra græsk (μίσος (misos): "had") & γυνη (gunê): "kvinde").
I feministisk teori anses misogyni for at være en politisk ideologi, på samme måde som racisme eller antisemitisme, som retfærdiggør og opretholder undertrykkelse af kvinder. 